# Concatémero
Un concatémero es una molécula de ADN que contiene copias múltiples de una misma secuencia de nucleótidos dispuestas en serie, una tras otra (es decir, múltiples repeticiones en tándem). 
En el caso más frecuente, estas moléculas son copias de un genoma vírico completo unidas una a continuación de otra y separadas por sitios o secuencias cos (una secuencia especial de nucleótidos a la que se unen ciertas proteínas y que aparecen entre cada copia del genoma). 
A menudo los concatémeros son el producto de la replicación en círculo rodante y se los puede observar en la etapa final de la infección de bacterias por fagos. 
Por ejemplo, si los genes del fago están dispuestos en el orden ABC, en un concatémero los genes estarían como ABCABCABCABC. Su principal utilidad es evitar la pérdida de ADN tras las diferentes replicaciones y encapsidaciones del ADN del fago.
Nota: a veces se ve escrito concatámero, pero dado que la palabra deriva de concatenar o concatenado, parece más lógico usar la 'e'.